# Natri hexafluorosilicat(IV)
Natri hexaflorosilicat(IV) là hợp chất vô cơ có công thức hóa học Na2SiF6.

## Sản xuất
Natri hexaflorosilicat(IV) được sản xuất bởi phản ứng trung hòa axit hexaflorosilixic(IV) với natri chloride hay natri sunfat.

## Ứng dụng có thể có
Nó được dùng ở nhiều quốc gia làm phụ gia cho quá trình flo hóa nước, vật liệu thô ngọc opal, tinh luyện quặng, hay các quá trình sản xuất hóa chất chứa flo khác (như natri fluoride, magie hexaflorosilicat(IV), criolit, nhôm(III) fluoride).